# Finley Quaye
Finley Quaye (* 25. März 1974 in Leith, Edinburgh) ist ein britischer Musiker. Er gewann 1997 den MOBO Award in der Kategorie „Best Reggae“ und 1998 den Brit Award für den besten britischen männlichen Solokünstler.

## Leben
Quaye ist der Sohn des Jazz-Musikers Cab Kaye und dessen Frau Sharon McGowan, der Bruder des bekannten Gitarristen Caleb Quaye und der Jazz-Musikerin Terri Quaye.
Geboren in Leith, ging Quaye in London, Manchester und Edinburgh zur Schule. Trotzdem beendete er die Schulzeit ohne Abschluss. Bevor er sich mit Musikaufnahmen beschäftigte, arbeitete er eine Zeit lang als Autolackierer.
Quaye wurde schon früh während seiner Kindheit von Jazz-Musikern wie Pete King, Ronnie Scott und Lionel Hampton inspiriert. Dazu kommt, dass Duke Ellington Quayes Taufpate war. Quaye hörte während seiner Kindheit in London viel Jazz, gefördert von seiner Mutter, welche ihn regelmäßig zu Ronnie Scotts legendären Jazz-Club-Auftritten von amerikanischen Jazz-Musikern, welche durch Europa tourten, mitnahm. Seine Mutter stellte ihn Lionel Hampton in Edinburgh vor. Duke Ellington hatte entscheidenden Einfluss auf Quayes Leben und dessen musikalische Anschauung. Quaye befand sich gerade auf Tour mit seiner Band in Amsterdam, als er seinen Vater zum ersten Mal traf.
Quaye stand mehrfach wegen gewalttätiger Angriffe vor Gericht.

## Karriere
Quaye schloss einen Solo-Plattenvertrag mit Polydor Records ab und zog nach New York City. Er wechselte zu Epic/Sony, als Polydor ihn aus dem Vertrag ließ. Ende 1997 erreichte er zweimal in Folge die Top 20 der britischen Singlecharts mit Sunday Shining (Coverversion von Bob Marleys Sun Is Shining) und Even After All. Seinen Ruf als Musiker festigte er dann mit Maverick a Strike, ein gewagtes, aber zugängliches Album, welches im September 1997 veröffentlicht wurde. In weniger als drei Wochen nach der Veröffentlichung wurde es mit Gold – aktuell 2× Platin – ausgezeichnet und führte ihn schließlich zum Gewinn des Brit Awards. Es wurden zwei weitere Alben bei Epic veröffentlicht, Vanguard (2000) und Much More Than Much Love (2004).
Im Jahr 2004 gelang ihm in Zusammenarbeit mit William Orbit mit Dice ein weiterer Hit, dessen Bekanntheit sich vor allem auf die Verwendung in der Schlussszene der 14. Folge der ersten Staffel von O.C., California zurückführen lässt. Das Stück beruht auf Beth Ortons Roll the Dice von 1993.

## Stil
Das Branchenmagazin MusikWoche schrieb von einer „unkonventionellen Mischung aus Reggae, Retro-Soul, afrikanischen Rootbeats und aktuellen DJ-Rhythmen“.

## Diskografie

### Studioalben
| Jahr | Titel                    | Höchstplatzierung, Gesamtwochen, AuszeichnungChartsChartplatzierungen (Jahr, Titel, Platzierungen, Wochen, Auszeichnungen, Anmerkungen) | Anmerkungen |
| Jahr | Titel                    | UK | Anmerkungen |
| ---- | ------------------------ | --- | ----------- |
| 1997 | Maverick a Strike        | UK3 ×2Doppelplatin · (64 Wo.)UK |             |
| 2000 | Vanguard                 | UK35 (3 Wo.)UK |             |
| 2004 | Much More Than Much Love | UK56 (2 Wo.)UK |             |

Weitere Studioalben
- 2012: 28th February Rd.
- 2014: Royal Rasses
- 2017: Straight from the Country

### Kompilationen
- 2011: The Best of the Epic Years 1995-2003

### EPs
- 2005: Oranges and Lemons
- 2008: Pound for Pound

### Singles
| Jahr | Titel Album                                      | Höchstplatzierung, Gesamtwochen, AuszeichnungChartsChartplatzierungen (Jahr, Titel, Album, Platzierungen, Wochen, Auszeichnungen, Anmerkungen) | Anmerkungen                                         |
| Jahr | Titel Album                                      | UK | Anmerkungen                                         |
| ---- | ------------------------------------------------ | --- | --------------------------------------------------- |
| 1997 | Sunday Shining Maverick A Strike                 | UK16 (6 Wo.)UK | Original: Bob Marley & The Wailers – Sun Is Shining |
| 1997 | Even After All Maverick A Strike                 | UK10 (6 Wo.)UK |                                                     |
| 1997 | It’s Great When We’re Together Maverick A Strike | UK29 (6 Wo.)UK |                                                     |
| 1998 | Your Love Gets Sweeter Maverick A Strike         | UK16 Silber · (5 Wo.)UK |                                                     |
| 1998 | Ultra Stimulation Maverick A Strike              | UK51 (2 Wo.)UK |                                                     |
| 2000 | Spiritualized Vanguard                           | UK26 (3 Wo.)UK |                                                     |
| 2000 | When I Burn Off Into The Distance Vanguard       | UK80 (1 Wo.)UK |                                                     |

Weitere Singles
- 1993: Finley’s Rainbow
- 2004: Dice
- 2006: For My Children’s Love
- 2012: Shine